# Depressione del Kuma-Manyč

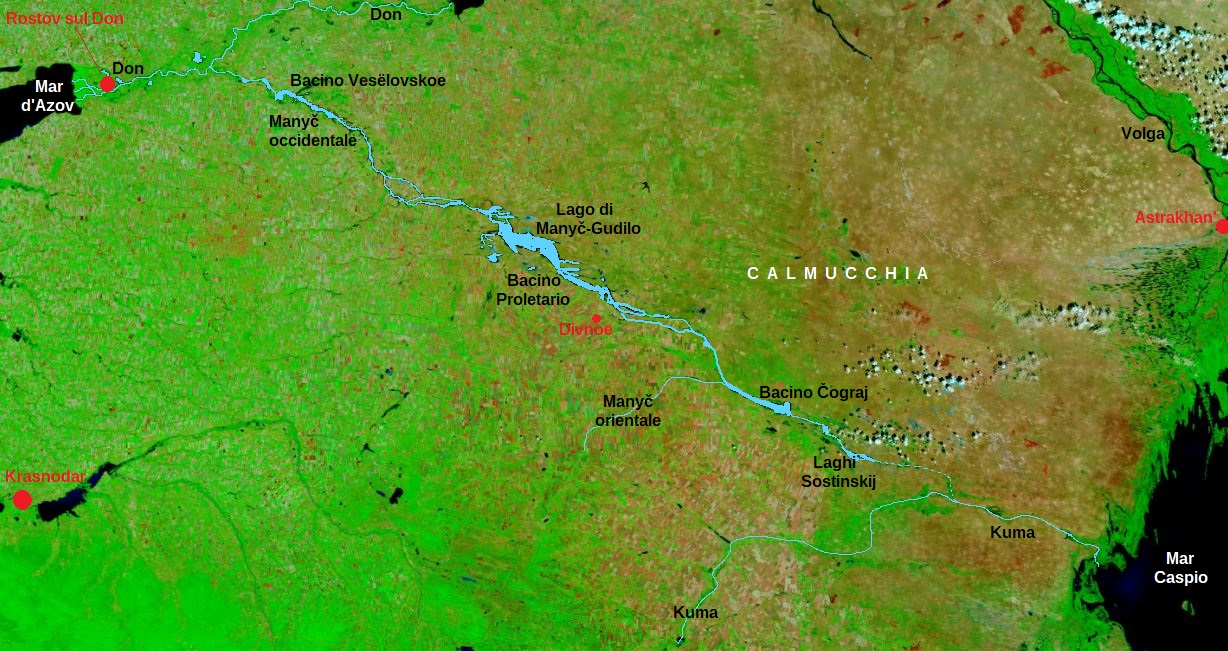
La depressione Kuma-Manyč vista dal satellite; sono visibili i tre corsi d'acqua che vi scorrono. In alto a sinistra si vede un tratto del Mar d'Azov, in basso a destra un tratto del Mar Caspio

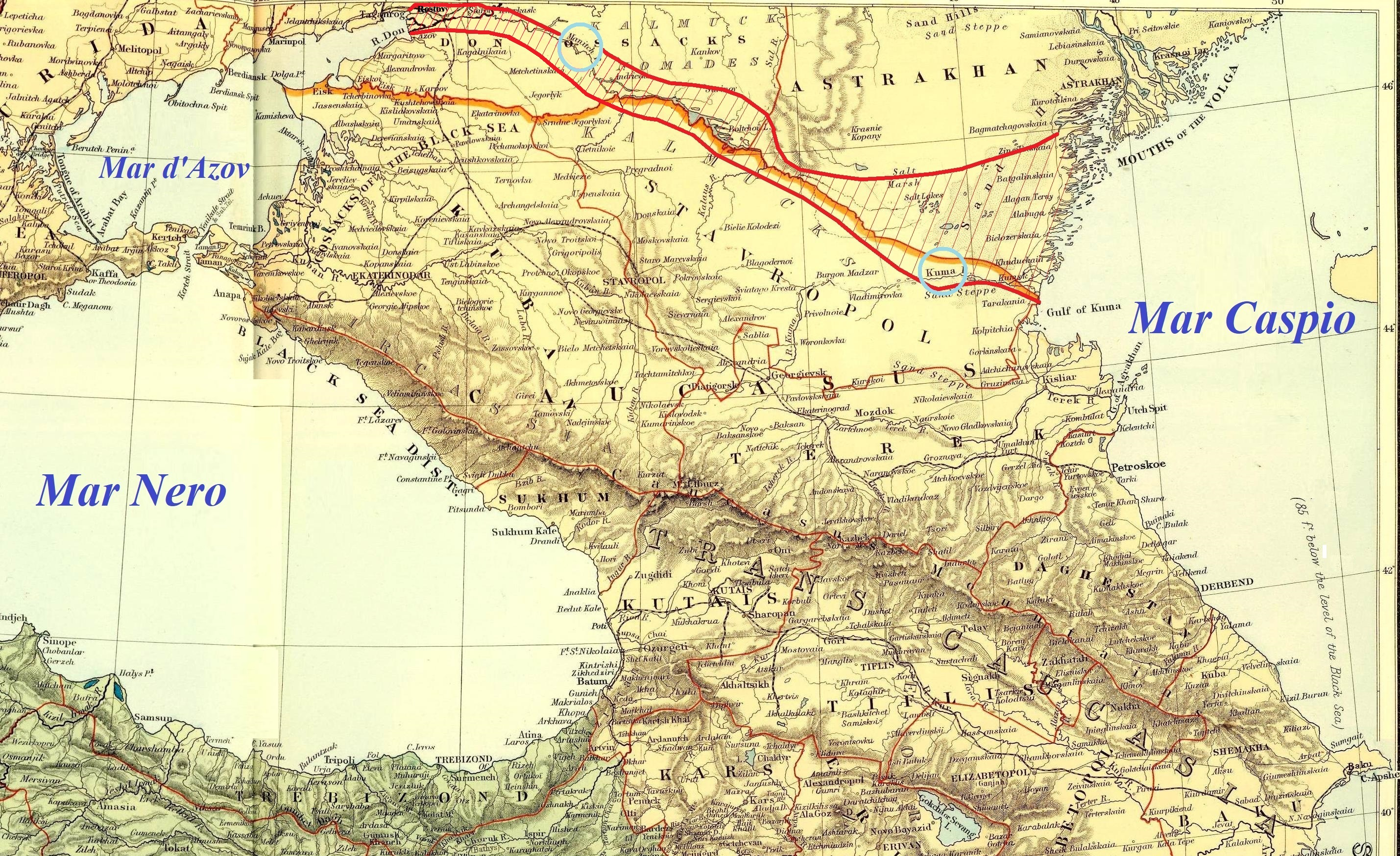
Estensione della depressione del Kuma-Manyč (area a righe rosse) - sono evidenziati con cerchio azzurro il fiume Kuma e il fiume Manyč occidentale

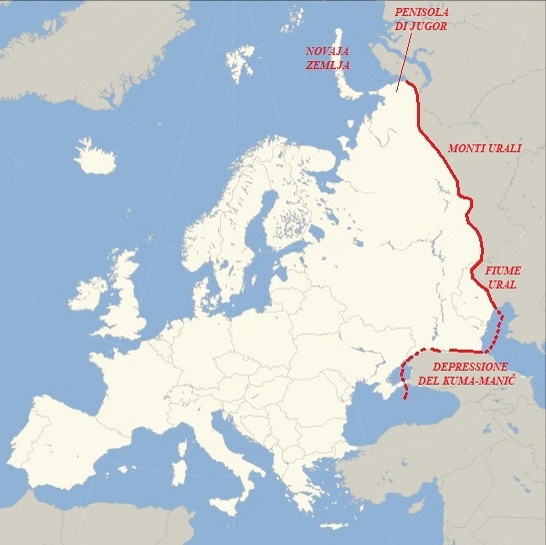
I confini orientali d'Europa secondo la diffusa convenzione che li fa coincidere con il bordo orientale degli Urali, il fiume Ural e la depressione del Kuma-Manyč

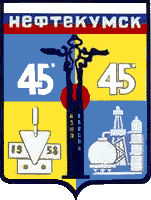
Stele Europa-Asia sullo stemma di Neftekumsk

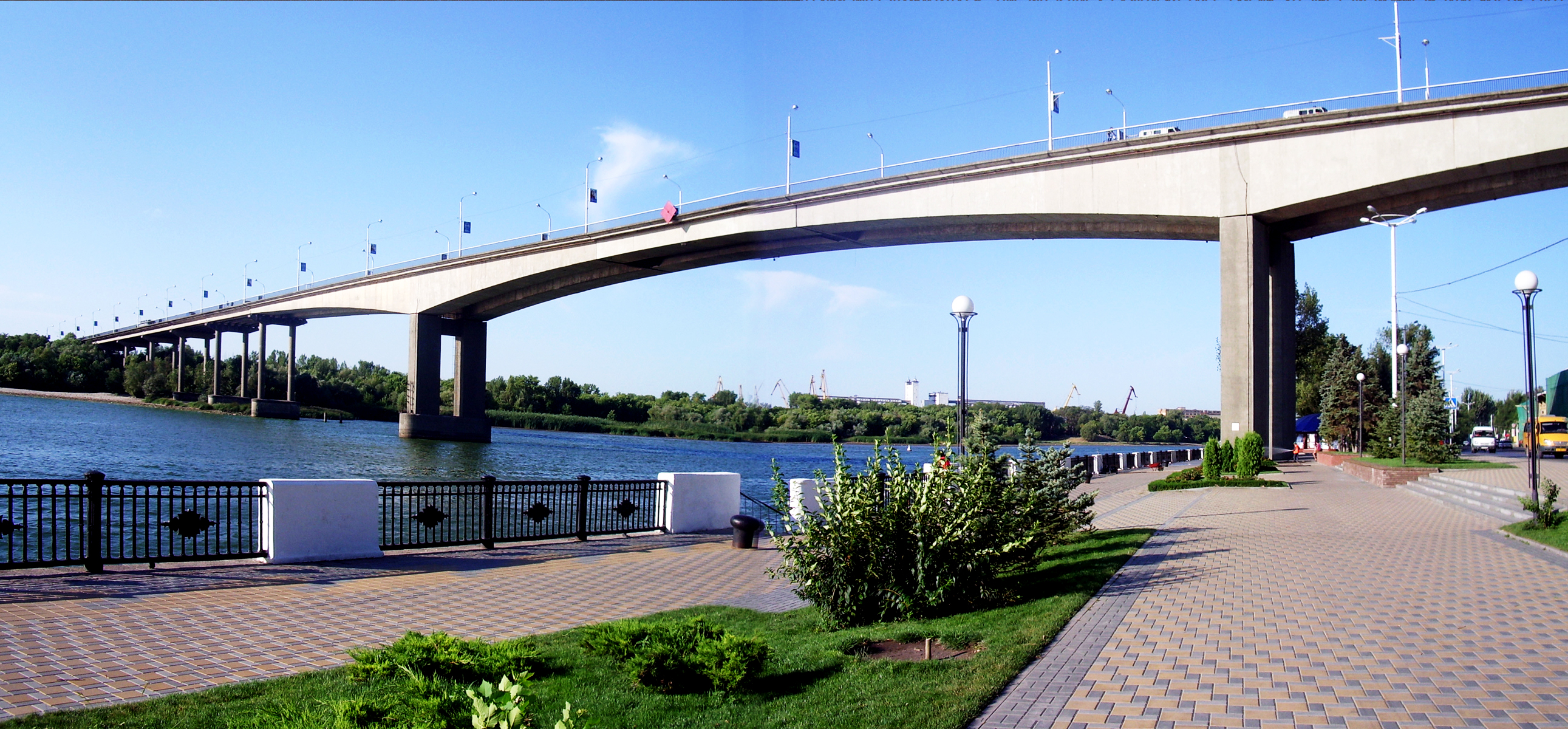
Rostov sul Don: ponte Vorošilovskij, tra Europa e Asia

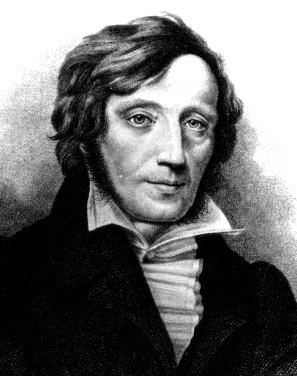
Karl von Baer, esploratore ottocentesco della depressione del Kuma-Manyč

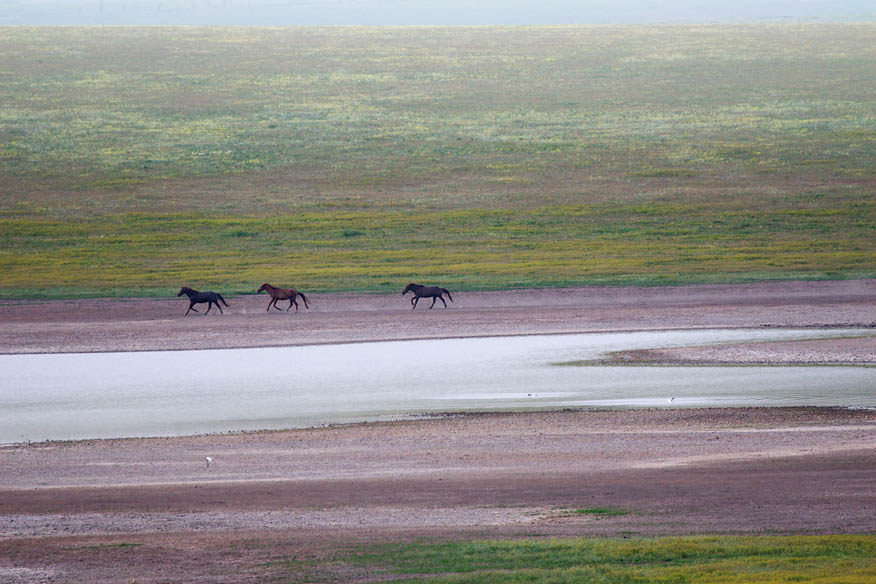
Cavalli selvaggi nella depressione del Kuma-Manyč

La depressione del Kuma-Manyč (in russo Кумо-Манычская впадина?, Kumo-Manyčskaja vpadina) o anche depressione del Manyč o depressione ponto-caspica, si estende per circa 500 chilometri dal mar Caspio al mar Nero ed è l'area di massima depressione dell'istmo ponto-caspico. Si trova nel sud-ovest della Russia e separa la grande pianura russa (a nord) dalla regione del Caucaso (a sud).
Prende il nome dai fiumi che vi scorrono: il Kuma e il Manyč orientale, tributari del Mar Caspio, e il Manyč occidentale, che si getta nel Don a circa 100 km della foce sul Mar d'Azov. Il Kuma attraversa la depressione solo nel suo tratto finale. La larghezza media va dai 20 ai 30 km (nella parte centrale si restringe a 1–2 km). L'altezza sul livello del mare passa da -26 m sulla riva del Caspio a 0 m sulla riva del Mar d'Azov; la massima altitudine (20 metri) è raggiunta nei dintorni del villaggio di Divnoe, al centro della depressione, a sud del bacino Proletarskoe.
La depressione del Kuma-Manyč è spesso considerata confine convenzionale tra Europa ed Asia; è accompagnata da una zona di faglia che, sino a 10.000 anni fa, era occupata da un braccio di mare che collegava il Mar Nero e il Mar Caspio, detto "Stretto di Manyč".

## La depressione del Kuma-Manyč come confine tra Europa ed Asia
La depressione del Kuma-Manyč è considerata confine naturale tra Europa ed Asia secondo la convenzione più diffusa in Italia, Russia e altri paesi, ossia quella che segue la Linea di von Strahlenberg nella rettifica del 1958.
La Linea di von Strahlenberg è considerata confine continentale sin dal XVII secolo. Fu la zarina Anna I di Russia, nel 1730, che adottò ufficialmente tale separazione tra i due continenti, sulla base degli studi compiuti dal geografo Philip Johan von Strahlenberg e poi sostenuti da Peter Simon Pallas, biologo, e da Carl Ritter, fondatore della Geografia scientifica.
Per motivi di praticità, nel 1958, durante un convegno tenutosi nella sede di Mosca della Società geografica sovietica, ora Società geografica russa, si è stabilito di semplificare e rettificare la Linea di von Strahlemberg nel tratto tra il Mar Caspio e il Mar Nero e di tracciare il confine tra Europa e Asia lungo la depressione del Kuma-Manyč e lo stretto di Kerč.
Nei due punti estremi della depressione, Rostov sul Don e Neftekumsk, ci sono due 
monumenti che segnano il confine continentale: a Neftekumsk una stele in cui due statue femminili, una con fattezze europee e l'altra asiatiche, stringono un cerchio, simbolo di unione tra i due continenti; il monumento è rappresentato nello stemma della città. A Rostov sul Don, invece, l'amministrazione comunale ha stabilito che l'ingresso alla città, rappresentato dal ponte Vorošilovskij, segna ufficialmente il confine tra i due continenti.
Nelle fonti anglosassoni, specie statunitensi, spesso si segue una diversa convenzione, che pone i confini tra i due continenti lungo lo spartiacque del Caucaso, in modo da far coincidere il confine continentale con i confini politici della Russia. Questa linea era stata proposta anche nel già citato convegno tenuto a Mosca nel 1958, ma era stata scartata anche perché avrebbe comportato la divisione tra due continenti del Caucaso, catena montuosa geologicamente unitaria, mentre la depressione del Kuma-Manyč, essendo situata su una linea di faglia, è confine anche geologico.

## La depressione del Kuma-Manyč come limite geologico tra Europa e Caucaso

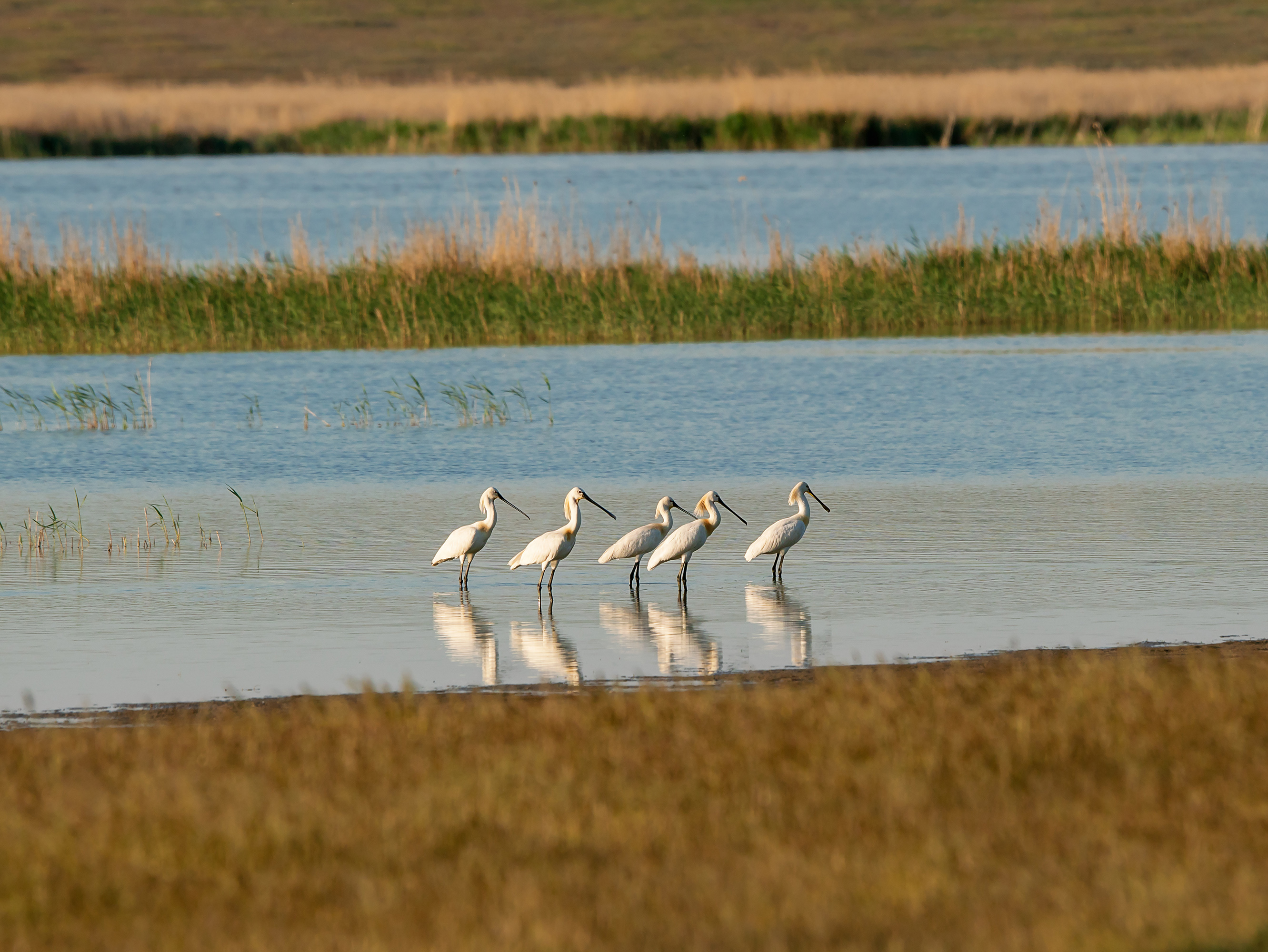
Uccelli acquatici nella depressione del Kuma-Manyč

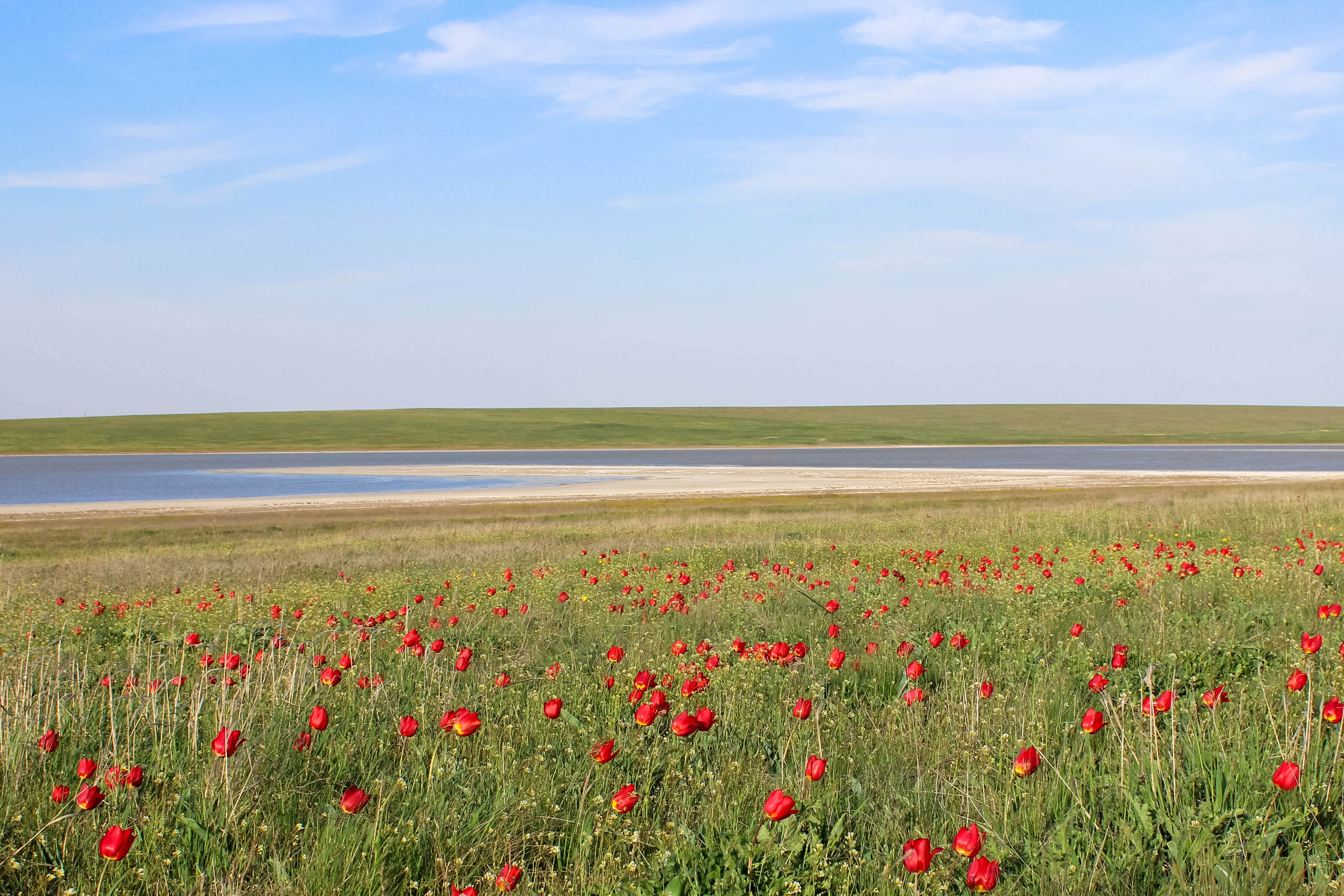
Rive del lago Manyč-Gudilo

La depressione del Kuma-Manyč è accompagnata da una zona di faglia, che segna il bordo meridionale della pianura russa e la separa dalla zona del Caucaso. Fino a 10.000 anni fa, la depressione del Kuma-Manyč era occupata da un braccio di mare che collegava il Mar Nero e il Mar Caspio, detto "Stretto di Manyč"; questa connessione marina è stata attiva sino alla fine della "Prima trasgressione di Chvalynsk del Mar Caspio..
Nella storia geologica, dunque, la depressione del Kuma-Manyč è stata simile ad altri confini continentali, definiti normalmente da distese marine. Resto dello specchio marino che occupava la depressione è il lago salato Manyč-Gudilo, con superficie variabile, in media 344 km², lungo più di 100 km, largo fino a 10 km, profondo fino a 3,5-4 m. Il lago è dal 1933 inglobato nel grande bacino idrico artificiale denominato "Bacino Proletario" (Пролетарское водохранилище - "Proletarskoye vodokhranilišče").

## Geografia
La descrizione geografica della depressione del Kuma-Manyč ha avuto, sino a tempi recenti, molti margini di incertezza, specie dal punto di vista idrografico. Alcuni fatti inconsueti richiedevano spiegazioni, come l'esistenza di fiumi con un flusso periodico d'acqua in direzioni opposte (il Manyč orientale), o la concentrazione di ben 153 laghi in soli cinque chilometri quadrati o, infine, la stranezza di due fiumi con la stessa sorgente, un tratto in comune e poi un corso divergente (i due Manyč), la presenza del raro fenomeno della biforcazione fluviale (nel fiume Kalaus).
Fu solo nel 1856 che il geografo e biologo tedesco-baltico Karl von Baer compì un'esplorazione per conto della Accademia Russa delle Scienze e della Società geografica russa e chiarì la situazione reale, scoprendo tra l'altro che il Manyč occidentale e quello orientale hanno origine entrambi da una biforcazione fluviale del fiume Kalaus e poi scorrono ciascuno in direzione opposta all'altro, come sistemi idrici indipendenti.
Altra particolarità del flusso del fiume Manyč orientale: il suo corso si arresta a poca distanza dal fiume Kuma, dato che il terreno assorbe totalmente le sue acque; Solo raramente, in occasione di piene occasionali, il suo corso continua sino al fiume Gajduk, affluente del Kuma, a poco più di 40 chilomentri dal Mar Caspio. Altra caratteristica che storicamente è stata attribuita al Manyč orientale è l'inversione del flusso. 
La depressione è delimitata da una serie di bassi rilievi: a sud-est le alture di Stavropol' e a nord quella degli Ergeni, che formano dirupate scarpate.
Tutta la zona è caratterizzata da piccoli laghi sia dolci, sia salati. I più notevoli sono i Sostinskij, nei quali si perde il flusso del Manyč orientale. I laghi Sostinskij, nel settore orientale della depressione, sono un'"Importante area degli uccelli e della biodiversità": sono state registrate 80 specie di uccelli, di cui 65 hanno siti di nidificazione. La loro conservazione è minacciata dai pesanti interventi antropici sull'idrografia della zona e la desertificazione è un serio pericolo nelle aree più sabbiose.

## Il progetto del canale Eurasia
Già nel 1932 il governo sovietico aveva proposto la costruzione di un canale di 700 chilometri di lunghezza, lungo la depressione del Kuma-Manyč, allo scopo di collegare il Mar Caspio al Mar Nero; sarebbe stato fornito di una serie di chiuse per risolvere il problema del dislivello esistente tra la superficie dei due specchi acquei: la superficie del Mar Caspio, infatti, è a -28 metri sul livello del mare. Lungo l'itinerario previsto per il canale si trovano numerosi laghi, bacini artificiali, come il grande Bacino Proletario, e un canale di irrigazione poco profondo. Nello stesso anno si iniziò la costruzione di questa via di comunicazione, che fu denominata "canale Eurasia" (in russo Канал Евразия?, Kanal Evrazija), in quanto avrebbe seguito il confine tra i due continenti.
Con lo scoppio della seconda guerra mondiale i lavori furono sospesi e gli eventi bellici portarono per di più alla distruzione di molte opere già realizzate. Nel 1952 fu aperta alla navigazione una via d'acqua che raggiungeva indirettamente lo stesso scopo del canale Eurasia: il canale Volga-Don; per questo motivo il progetto del canale al confine tra i due continenti venne abbandonato. Nel luogo del canale previsto, comunque, nel 1932 fu realizzata una via d'acqua più limitata: il canale navigabile del Manyč, che iniziò a funzionare a pieno regime nell'estate del 1954.
Nel 2007 il presidente del Kazakistan, Nursultan Nazarbaev, ha rispolverato l'idea del Canale Eurasia. Il costo del progetto è stato stimato in 6 miliardi di dollari e il tempo stimato per la costruzione è stimato in 10 anni. Il canale seguirebbe un percorso più breve rispetto al canale Volga-Don e richiederebbe anche un minor numero di chiuse. Nel 2009 la Banca Euroasiatica di Sviluppo (Evrazijskim Bankom Razvitija) ha stanziato 2,7 milioni di dollari per studiare la possibilità di creare un nuovo collegamento di trasporto via acqua tra il Mar Caspio e il bacino dell'Azov-Mar Nero, ma i risultati dello studio non sono mai stati resi pubblici.

### Siti web
- (RU)  Sito stepnoy-sledopyt.narod.ru ("Esploratore della steppa"), articolo Маныч. Река, озеро, морской пролив ("Manyč. Fiume, lago, stretto di mare")